# 섹사르드구

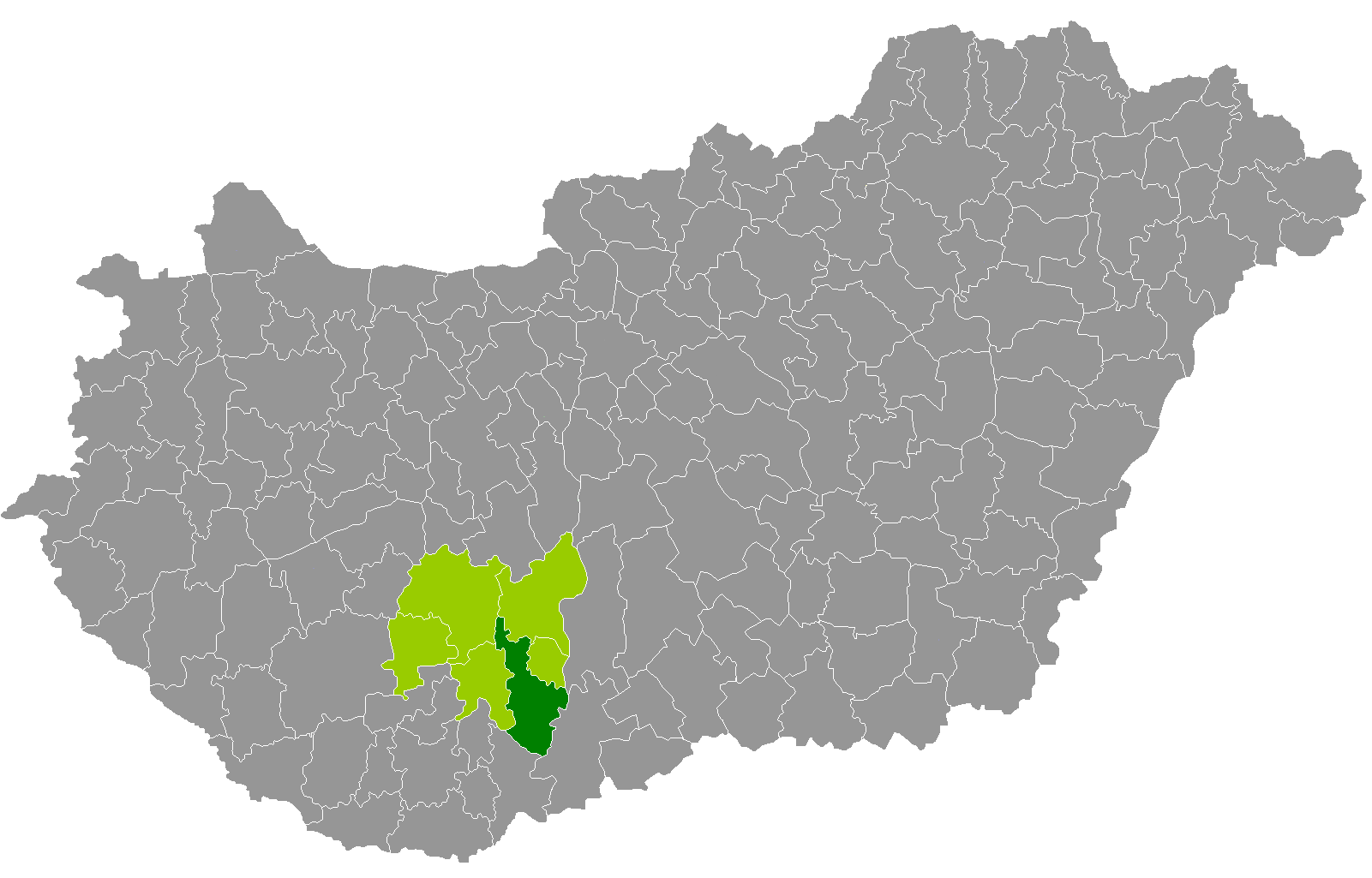
톨너주 지도에 표시된 섹사르드구의 위치

섹사르드구(헝가리어: Szekszárdi járás)는 헝가리 톨너주에 위치한 구로 구청 소재지는 섹사르드이며 면적은 656.18km2, 인구는 60,122명(2011년 기준), 인구 밀도는 92명/km2이다.
북쪽으로는 퍽시구, 톨너구, 동쪽으로는 바치키슈쿤주 버여구, 남쪽으로는 버러녀주 모하치구, 서쪽으로는 보니하드구, 터마시구와 접한다. 17개 지방 자치체(1개 도시주, 1개 시, 15개 마을)를 관할한다.

구 문장